# Omolabus placidus
Omolabus placidus es una especie de coleóptero de la familia Attelabidae.

## Distribución geográfica
Habita en Bolivia y en la Guayana Francesa (América).